# Museo Nacional Ferroviario Raúl Scalabrini Ortiz
El Museo Nacional Ferroviario "Raúl Scalabrini Ortiz" de la Argentina se encuentra en la Ciudad de Buenos Aires, en Avenida del Libertador 405, en Retiro.
Es un núcleo cultural que posee un edificio histórico patrimonial con exhibiciones de objetos, maquinarias, locomotoras, coches y un Centro de Estudios Históricos Ferroviarios. Se dedica a preservar el patrimonio del circuito de producción ferroviaria, relacionado con la historia argentina.

## Historia
Fue inaugurado en 1968 con motivo de una exposición en la estación Retiro del ferrocarril Mitre. Funciona sobre lo que anteriormente era el sector de carga de la estación Retiro. Argentina posee una de las redes ferroviarias más extensas del mundo, producto de lo cual se generaron en el país diversos ferroclubes y museos, en casi todos los pueblos y ciudades.

## Objetos expuestos
Dentro del museo se pueden encontrar, entre muchos otros objetos, colecciones de faroles ferroviarios, campanas de estaciones, nomencladores antiguos, vestimenta del personal, vajilla, conmutadores telefónicos y telegráficos, varios relojes de péndulo pertenecientes a diversas estaciones (en funcionamiento), antiguos asientos de madera de diversas categorías (tanto de coches como de estaciones), boletos viejos, aparatos de alimentación eléctrica y réplicas en miniatura de coches históricos.
Además, el museo cuenta con diversos vehículos históricos, tales como una locomotora a vapor expuesta en su entrada (a cuya cabina pueden acceder los visitantes), un antiguo cuatriciclo de vía para mantenimiento y un carruaje sobre rieles. Asimismo, en la parte posterior del Museo se encuentran abiertos al público dos coches oficiales y dos locomotoras a vapor, entre otros vehículos antiguos en restauración.
En el primer piso del edificio, al que se accede por un ingreso lateral, funciona el Centro de Estudios Históricos Ferroviarios, de lunes a viernes de 10 a 16hs. En el mismo, se puede consultar todo tipo de bibliografía ferroviaria, contando con planos, mapas, revistas, itinerarios y publicaciones oficiales del ferrocarril. 

## Galería

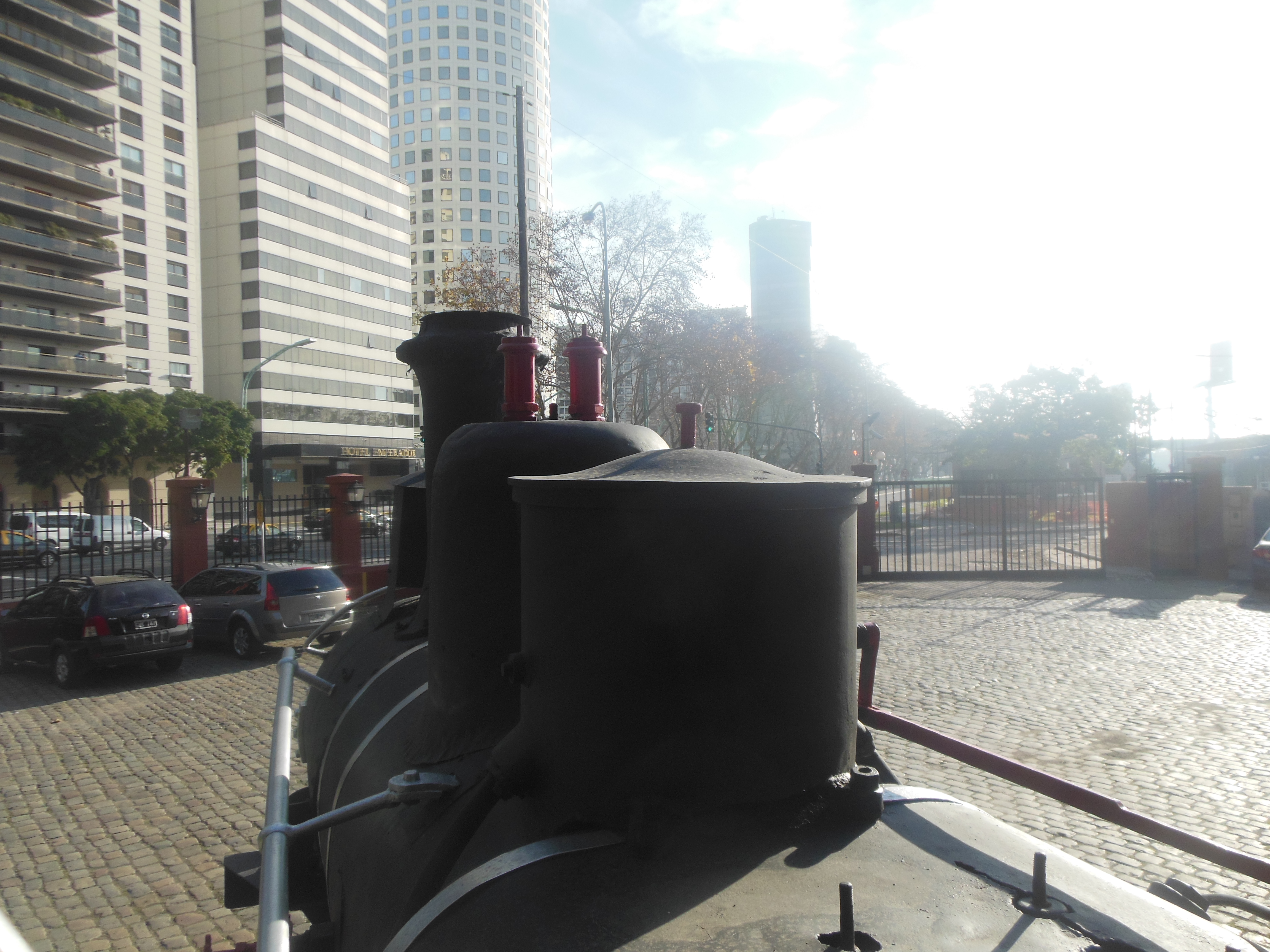
Vista desde la locomotora hacia Libertador
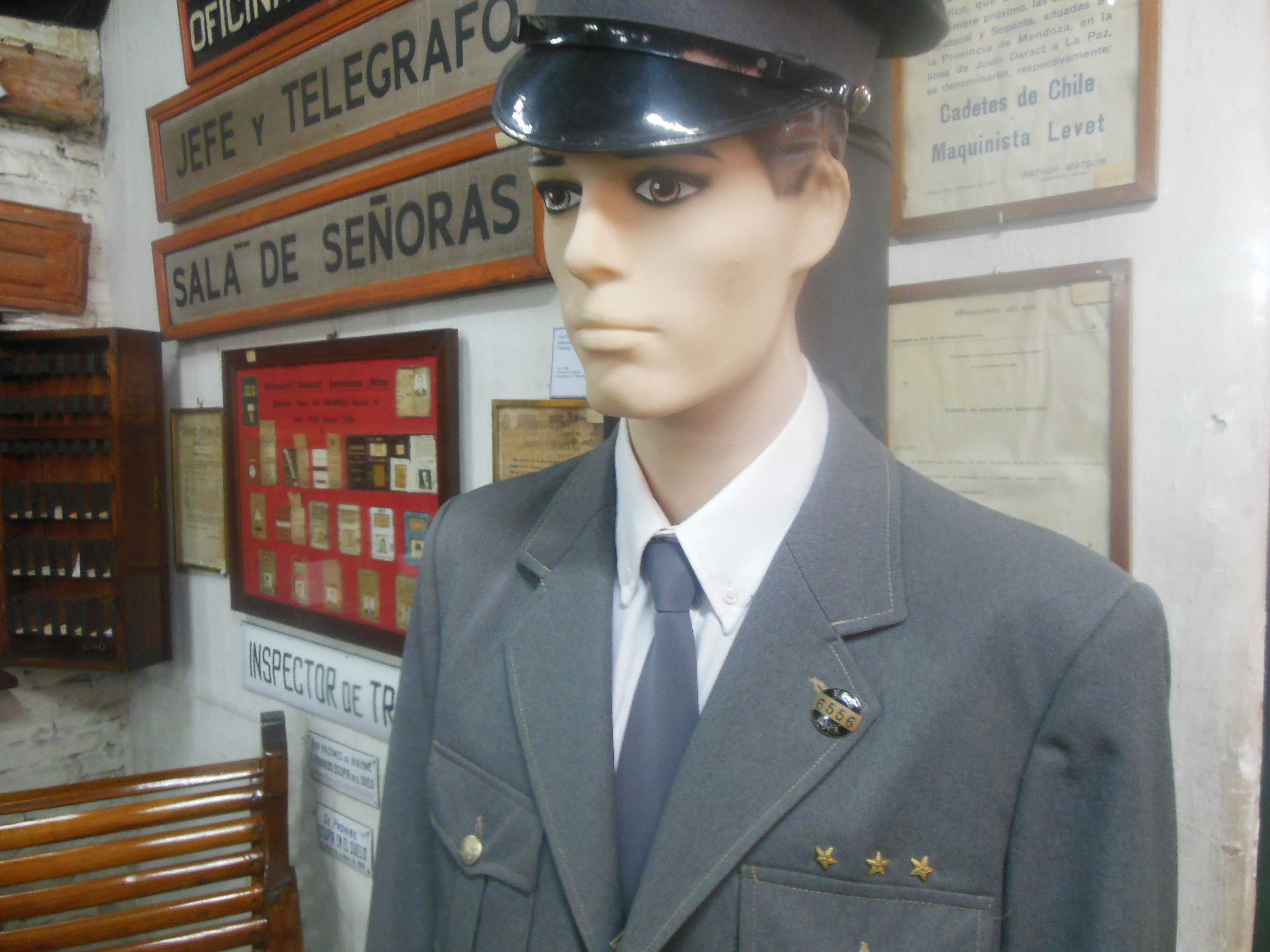
Traje de guarda y carteles antiguos
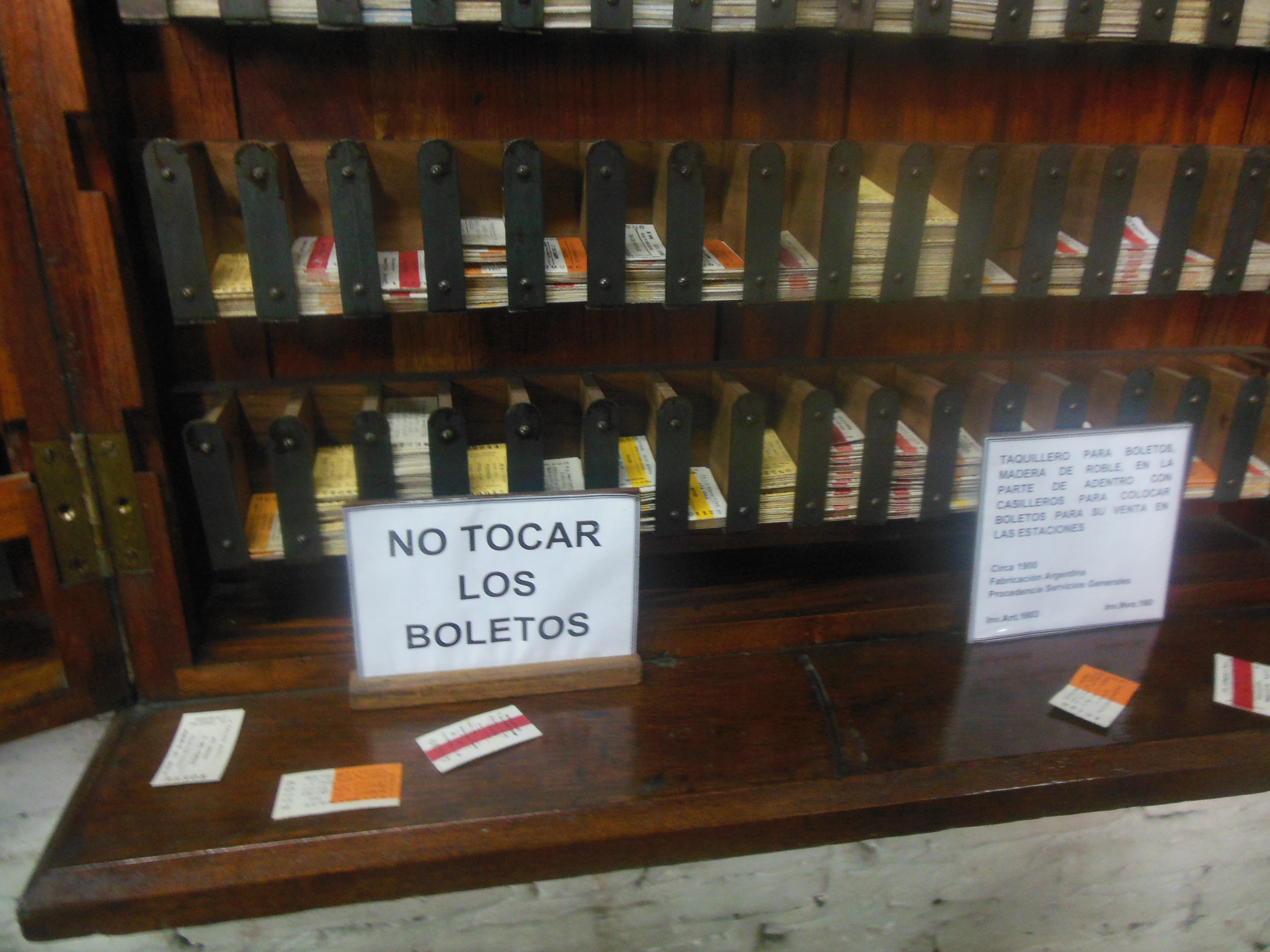
Boletos antiguos
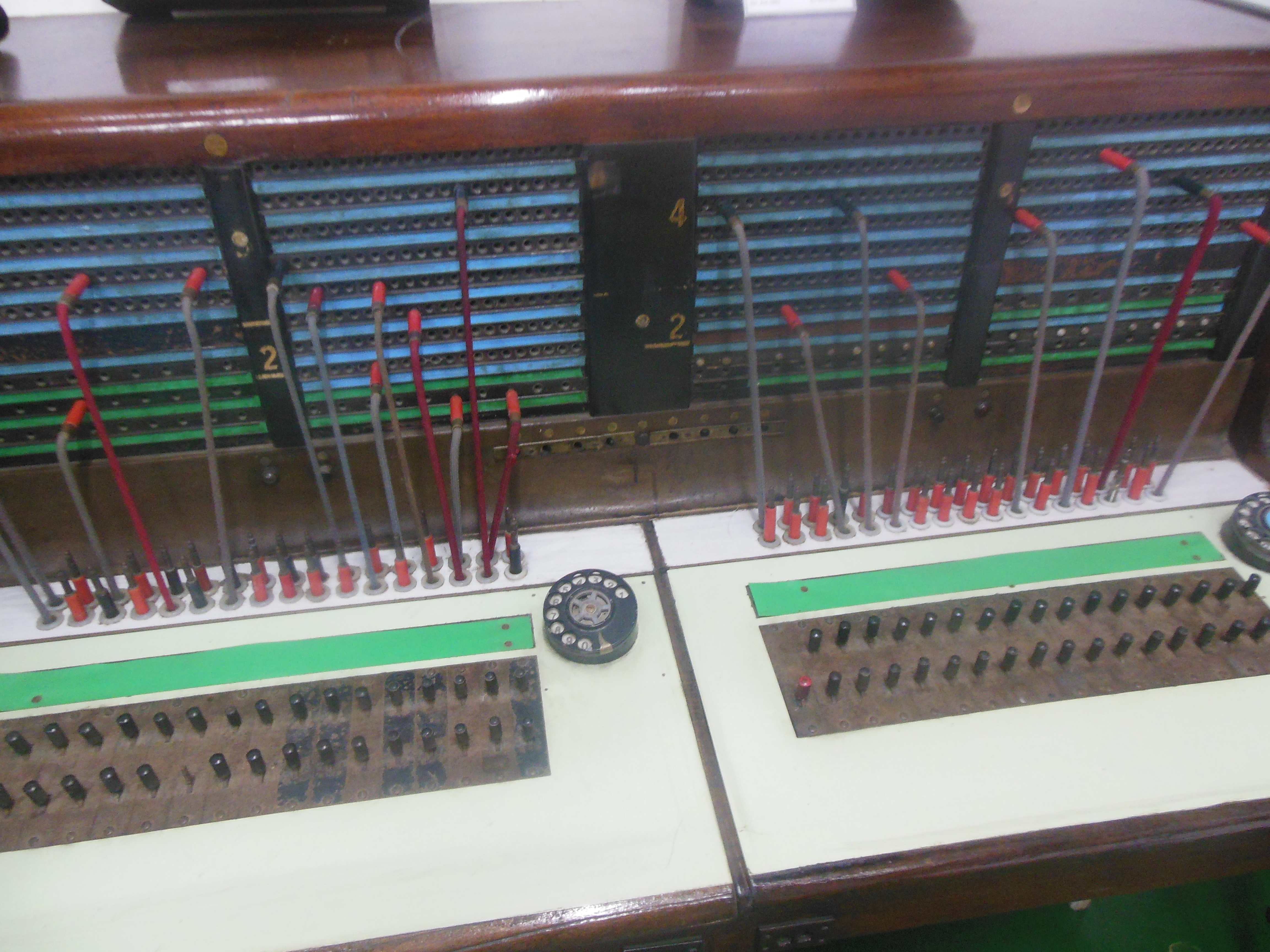
Conmutador telefónico
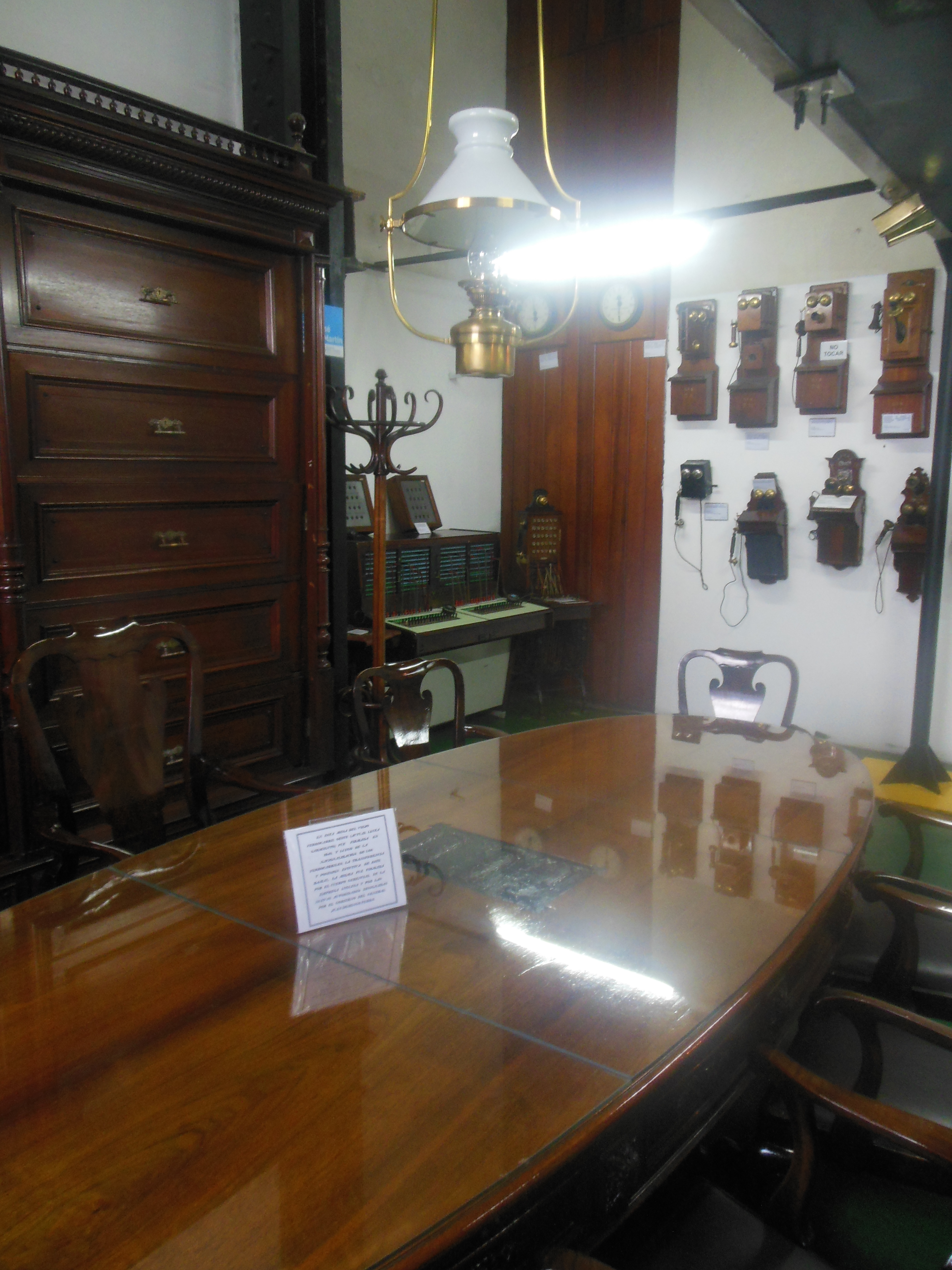
Mesa donde se firmó la nacionalización de los ferrocarriles
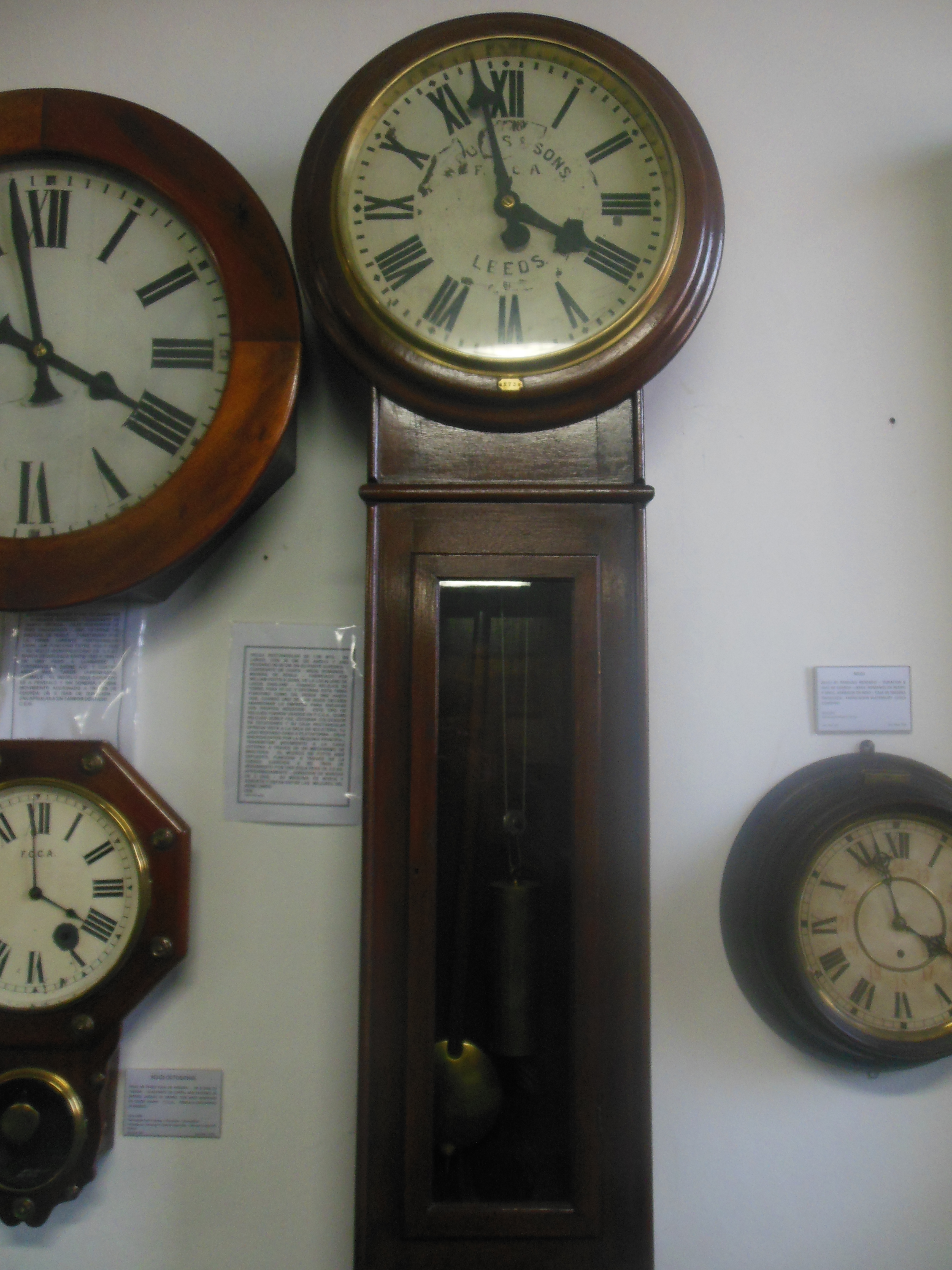
Antiguos relojes de estaciones
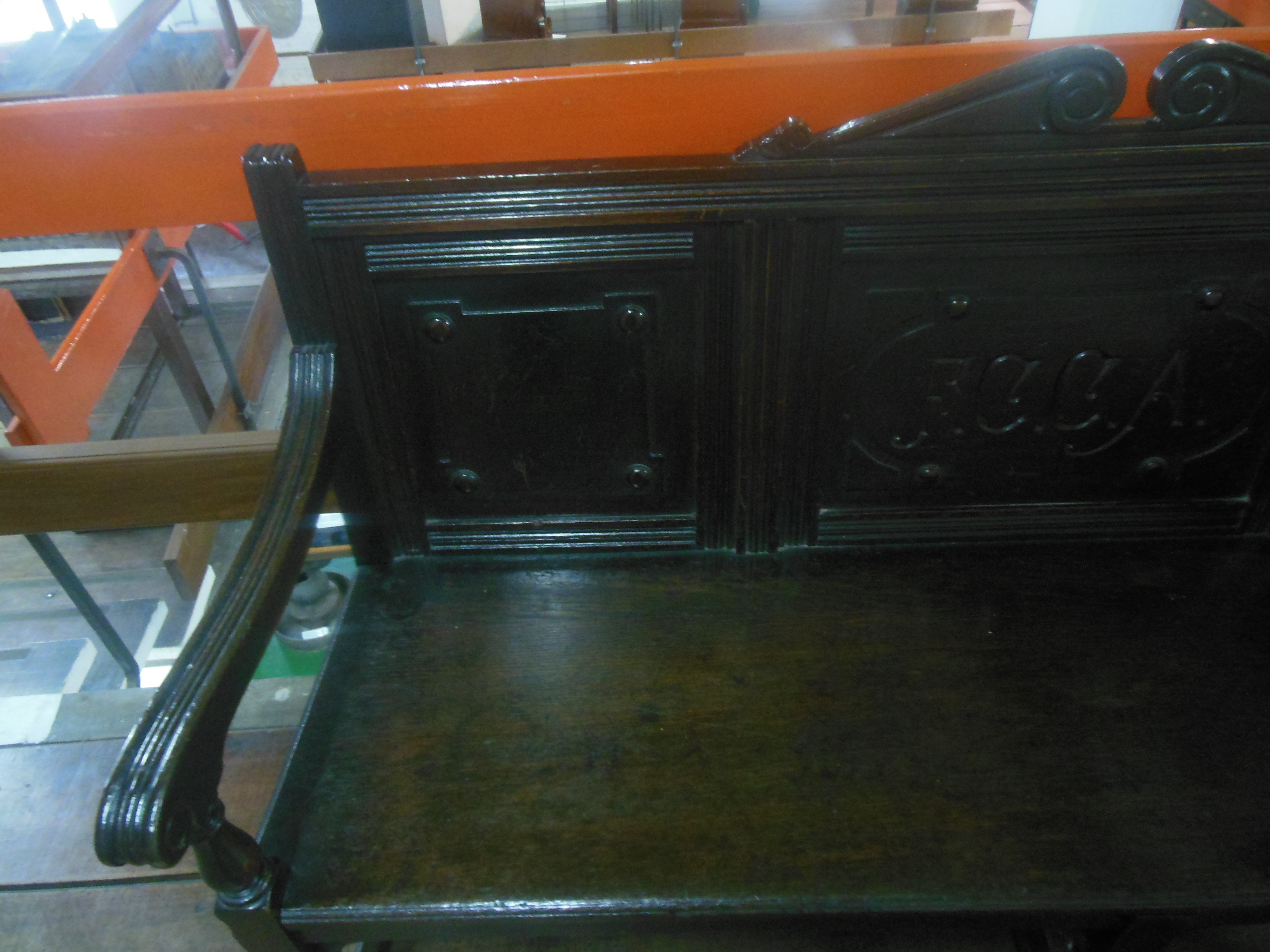
Viejo banco del F.C.C.A.
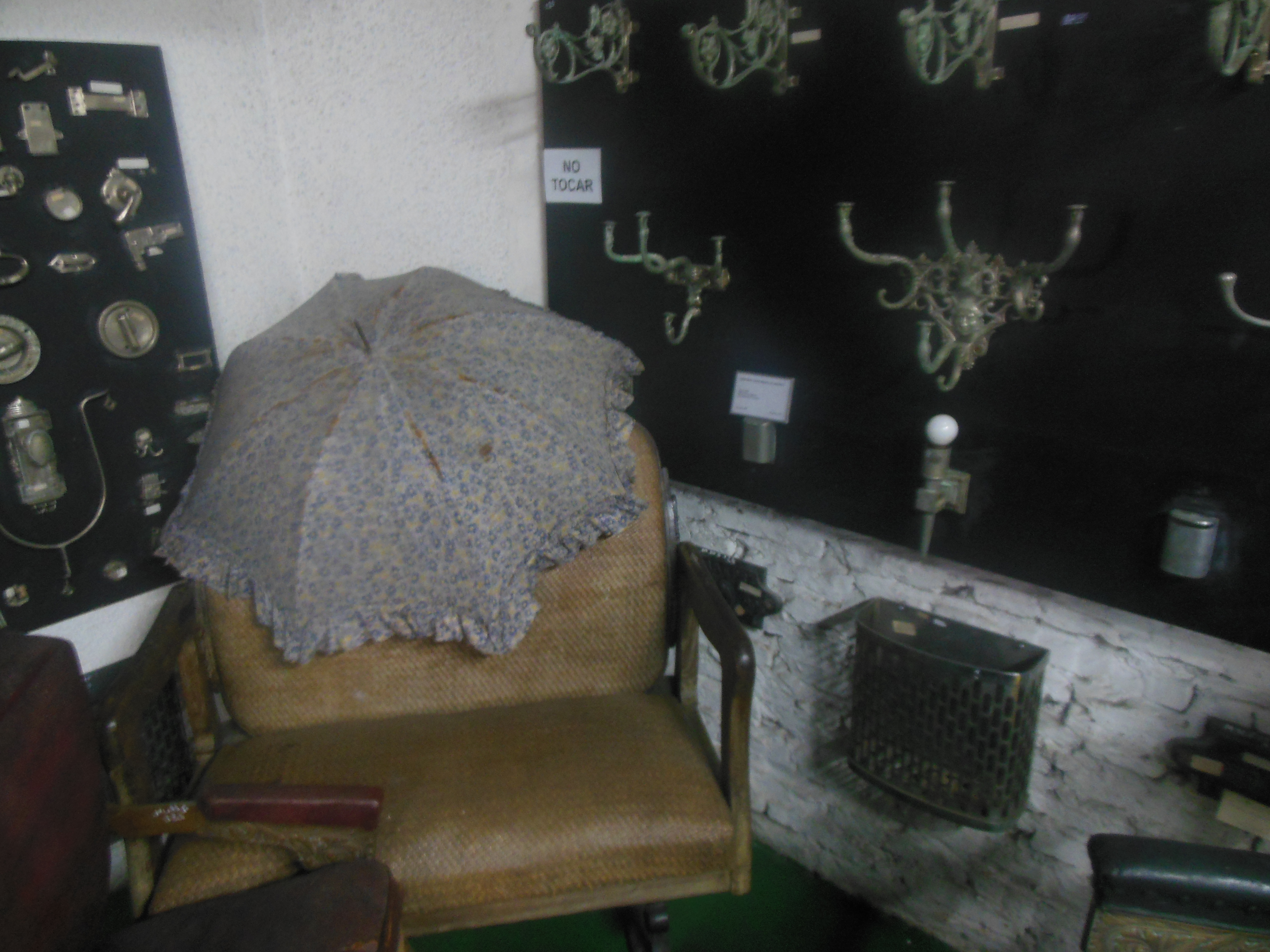
Mobiliario antiguo en trenes de larga distancia
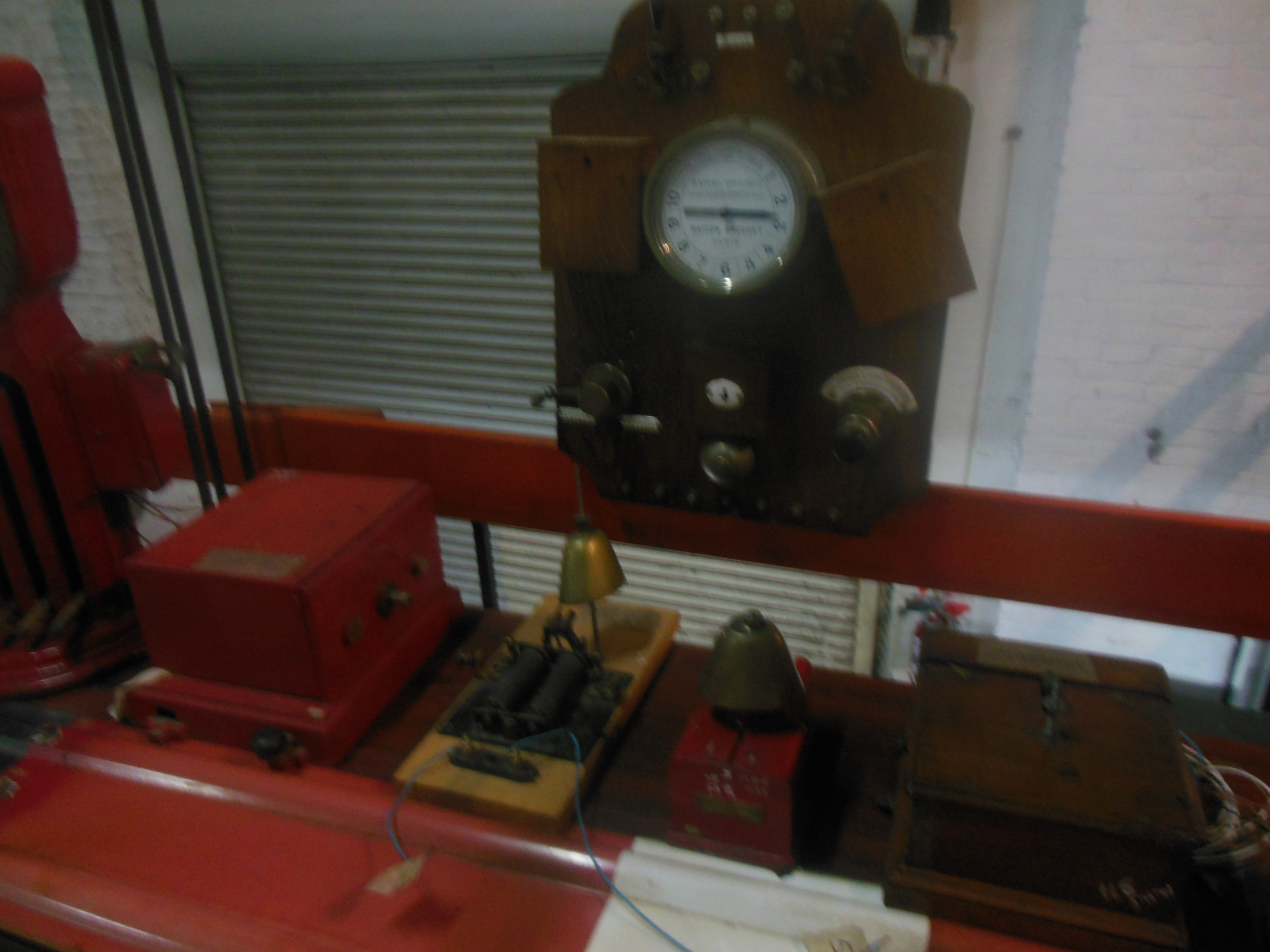
Antiguos equipos de comunicaciones
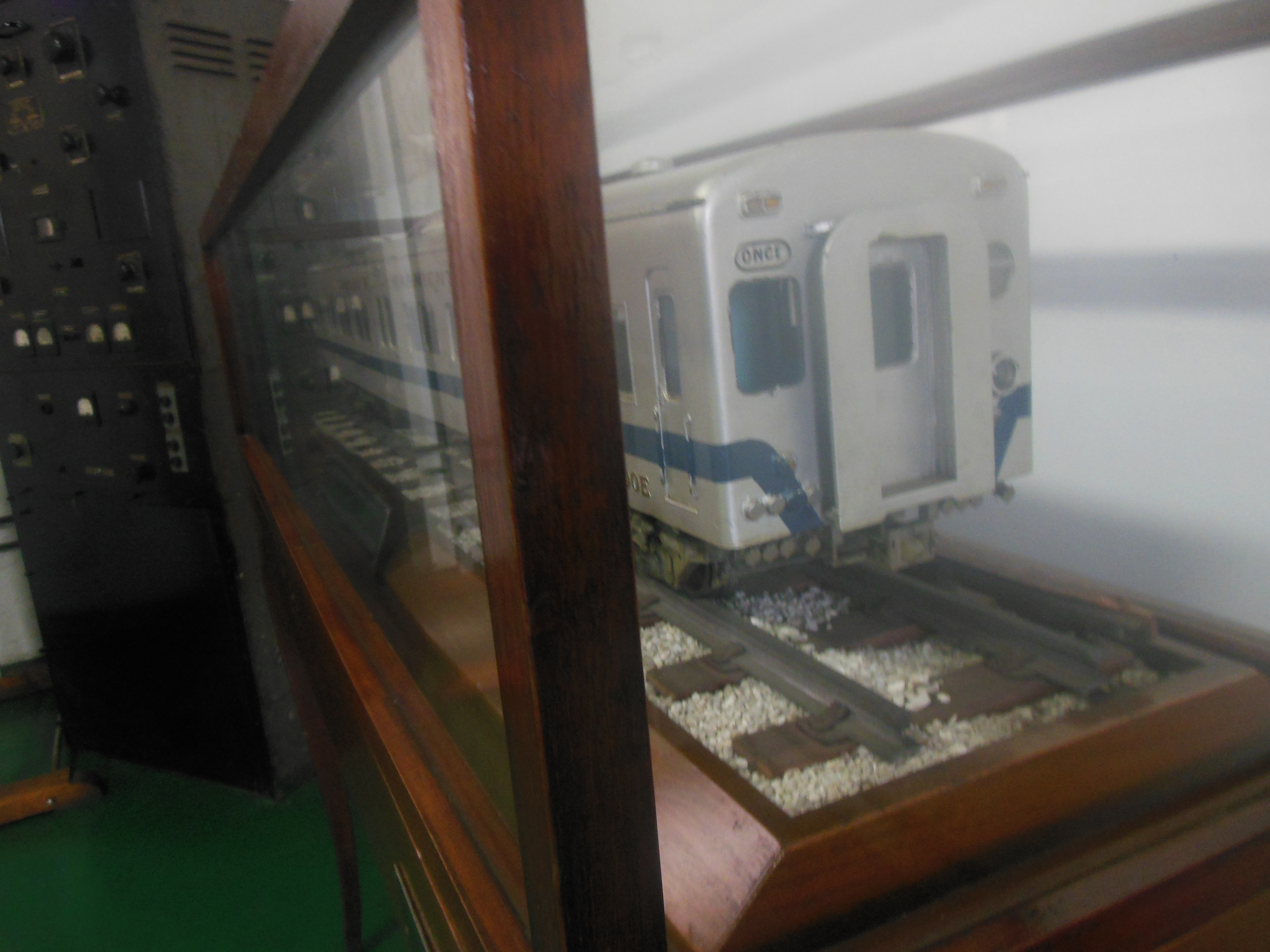
Maqueta de un coche eléctrico del Sarmiento en su estado original
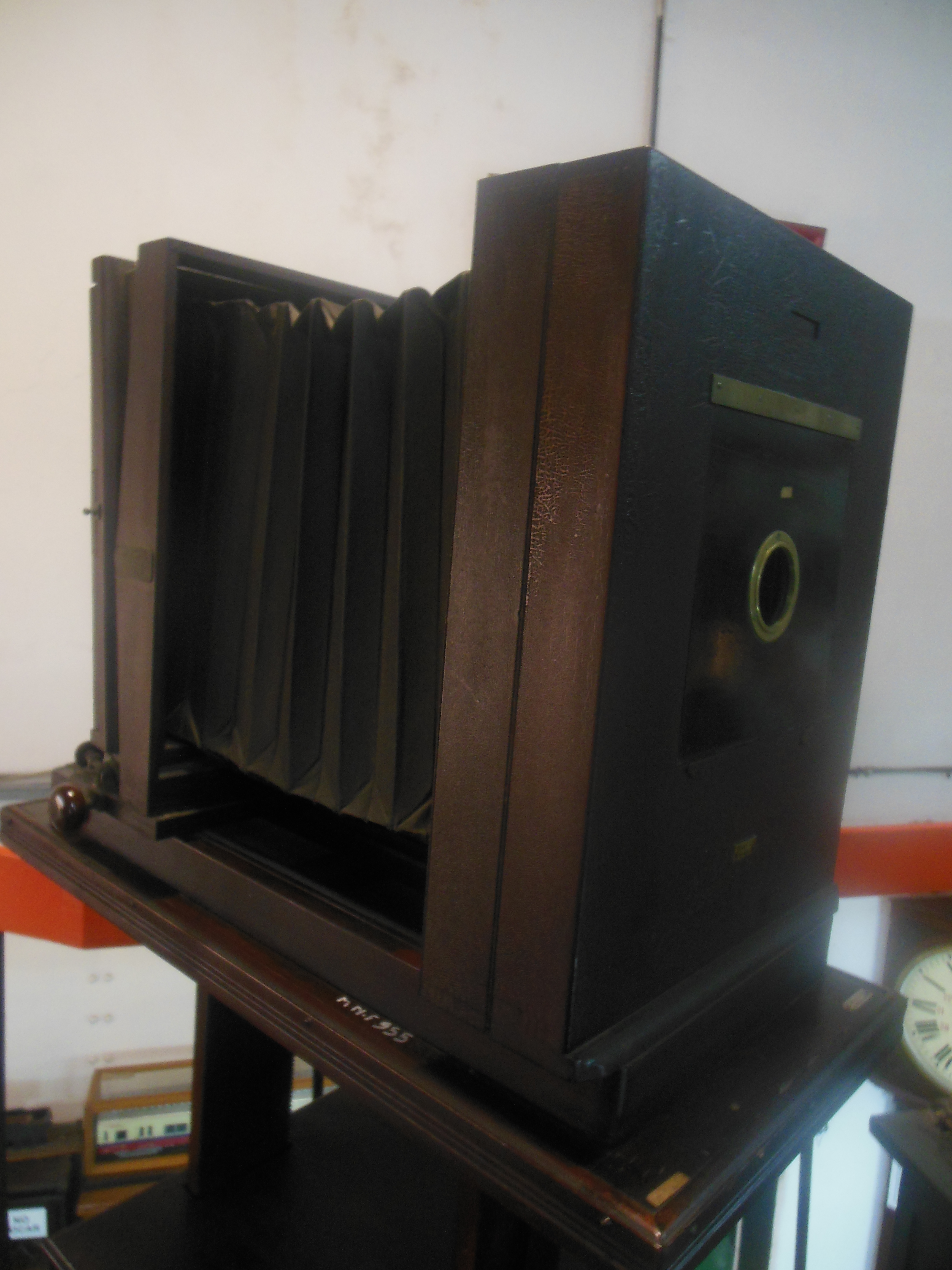
Antigua cámara fotográfica
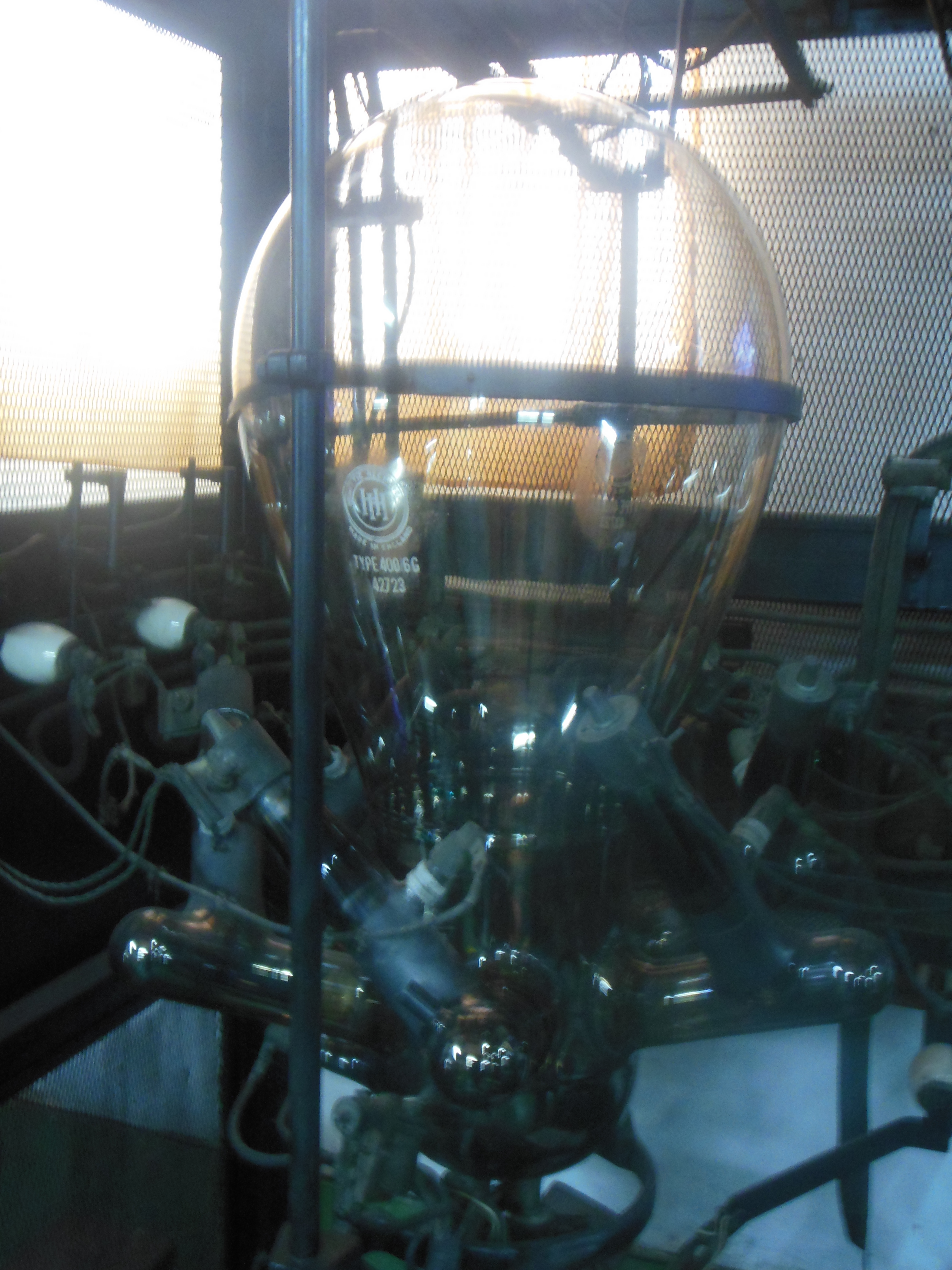
Rectificador de tensión de origen inglés